# لاک پورت، میشیگان
لاک پورت (به انگلیسی: Lockport Township) یک منطقهٔ مسکونی در ایالات متحده آمریکا است که در شهرستان سنت ژوزف، میشیگان واقع شده‌است.
 لاک پورت ۸۱٫۰ کیلومتر مربع مساحت و ۳٬۸۱۴ نفر جمعیت دارد و ۲۴۹ متر بالاتر از سطح دریا واقع شده‌است.